# جامعة تينيسي في تشاتانوغا
جامعة تينيسي في تشاتانوغا (UT-Chattanooga أو UTC أو Chattanooga) هي جامعة عامة في تشاتانوغا بولاية تينيسي. إنها واحدة من أربع جامعات ومؤسستين تابعتين آخرتين في نظام جامعة تينيسي.

## التاريخ

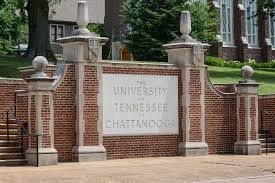

تأسست جامعة تينيسي في تشاتانوغا في عام 1886 باعتبارها جامعة تشاتانوغا الخاصة والحصرية عنصريًا في ذلك الوقت، والتي سرعان ما اندمجت في عام 1889 مع جامعة جرانت ميموريال التي تتخذ من أثينا مقراً لها (الآن جامعة تينيسي ويسليان)، لتصبح حرم تشاتانوغا بجامعة غرانت ميموريال الأمريكية. في عام 1907، غيرت المدرسة اسمها إلى جامعة تشاتانوغا. في عام 1964 اندمجت الجامعة مع كلية زيون، التي تأسست في عام 1949 وأصبحت فيما بعد كلية مدينة تشاتانوغا. في عام 1969، انضمت جامعة تشاتانوغا إلى نظام يو تي وأصبحت جامعة تينيسي في تشاتانوغا. مؤسسة جامعة تشاتانوغا إنكوايرر (بالإنجليزية: University of Chattanooga Foundation Inc)‏ هي شركة خاصة، تم إنشاؤها في عام 1969، وتدير الوقف الخاص لجامعة تينيسي في تشاتانوغا.

## الإدارة
يستخدم جامعة تينيسي في تشاتانوغا نظام الفصل الدراسي، مع خمسة «شروط مصغرة» اختيارية في الصيف. تقع قيادة الحرم الجامعي على عاتق المستشار، الذي يخضع لرئيس نظام الجامعة. يرأس الجامعة حاليًا المستشار الدكتور ستيف أنجل.

### القادة
شغل الأشخاص التالية أسماؤهم منصب الرئيس أو المستشار في جامعة تينيسي في تشاتانوغا (UTC). قبل عام 1969، كانت المؤسسة تُعرف باسم جامعة تشاتانوغا (1907 – 1969)، وجامعة غرانت الأمريكية (1889 – 1907)، وجامعة تشاتانوغا (1886 – 1889). في وقت إنشاء شركة جامعة تينيسي في تشاتانوغا في عام 1969، أصبح اسم القائد مستشارًا بدلاً من الرئيس.
- جامعة تشاتانوغا
  - القس إدوارد س.لويس، رئيس 1886-1889
- جامعة غرانت الأمريكية
  - القس جون ف. سبينس، المستشار 1889–1891 ؛ الرئيس 1891 – 1893
  - الأسقف إسحاق دبليو جويس، المستشار 1891 – 1896
- جامعة تشاتانوغا
  - القس جون هـ. رايس، رئيس 1897 – 1914
  - القس فريد دبليو هيكسون، رئيس 1914 – 1920
  - القس أرلو براون، الرئيس 1921 – 1929
  - الدكتور ألكسندر جيري، رئيس 1929 – 1938
  - الدكتور أرشي م.بالمر، رئيس 1938 – 1942
  - د. ديفيد أ. لوكميلر، رئيس 1942 – 1959
  - د. ليروي أ.مارتن، رئيس 1959 – 1966
- جامعة تينيسي في تشاتانوغا
  - الدكتور وليم ماسترسون، الرئيس 1966 – 1969. المستشارة 1970 – 1973
  - الدكتور جيمس درينون، المستشارة 1973 – 1981
  - الدكتور فريدريك دبليو، المستشارة 1981 – 1997. القائم بأعمال المستشار –
  - الدكتور بيل ستايسي، المستشارة 1997 – 2004
  - الدكتور روجر براون والمستشارة 2005 – 2012
  - الدكتور جرادي بوجي، القائم بأعمال المستشار 2012 – 2013
  - الدكتور ستيف أنجل، المستشار 2013 – حتى الآن

## رابطة الطلاب الحكومية في جامعة تينيسي في تشاتانوغا
رابطة الطلاب الحكومية في جامعة تينيسي في تشاتانوغا هي صوت للقيادة الطلابية في الحرم الجامعي، تتكوّن رابطة الطلاب الحكومية في جامعة تينيسي في تشاتانوغا من فريق تنفيذي، وأعضاء مجلس الشيوخ يمثلون المقاطعات / الكلية التي ينتمون إليها، والفرع القضائي، ومجلس الشيوخ الجديد، ومجلس الشيوخ لطلاب الدراسات العليا. الرئيس الحالي هو تايلور برادشو حيث تعمل ويندي جيانغ كنائب الرئيس وأليكس سبراكر أمينًا للصندوق.

## أكاديميون
تشتهر مدينة تشاتانوغا ببرنامج الأعمال المصنف على المستوى الوطني  أقسام الهندسة، والتمريض، واللغة الإنجليزية، والكيمياء، والمحاسبة، وعلم النفس، والموسيقى، والتعليم. تقدم الجامعة أكثر من 140 تخصصًا جامعيًا وتركيزًا، وأكثر من 50 طالبًا جامعيًا. تقدم شاتانوغا أيضًا ما يقرب من 100 برنامج وتركيز للدراسات العليا، بما في ذلك برنامج الماجستير في علم النفس الصناعي والتنظيمي  والدكتوراه. برامج في الهندسة الحاسوبية والعلاج الطبيعي. في محاولة لتوسيع آفاق الهيئة الطلابية، بدأت جامعة تينيسي في تشاتانوغا مؤخرًا برنامج تبادل مع جامعة غانغننغ الوطنية في غانغننغ، كوريا الجنوبية.

## وسائل الإعلام والمنشورات
مطبعة
- صدى الجامعة - جريدة الطالب [15]
- حذاء بدون كعب - كتاب الطالب السنوي [16]
- التربية حول آسيا - مجلة تعليمية
- مراجعة سيكويا - المجلة الأدبية [17]
- الدراسات النفسية الحديثة - مجلة صادرة عن قسم علم النفس

مذياع
- ديبلو يو تي إس
- ذا بيرش - محطة إذاعية عبر الإنترنت يديرها الطلاب [18]

## مركز البحث
سيم سنتر (بالإنجليزية: SimCenter)‏ هو مركز المحاكاة والهندسة الحاسوبية التابع لشركة جامعة تينيسي في تشاتانوغا. في نوفمبر 2005، تم إدراج سيم سنتر في المرتبة 89 كأقوى كمبيوتر عملاق من توب 500. في 20 نوفمبر 2007، أعلنت الجامعة أن المركز قد تم تسميته بالمركز الوطني للهندسة الحاسوبية. في الآونة الأخيرة، قدم سيم سنتر البحث الأكاديمي عن مصدر جديد للطاقة البديلة كشفت عنه شركة بلوم للطاقة (بالإنجليزية: Bloom Energy Corporation)‏ في ساني فال، كاليفورنيا.
وحدة أبحاث مكافحة الأمراض المعدية السريرية هي مجموعة اهتمامات بحثية تتكون من أعضاء هيئة تدريس وطلاب وشركاء محليين في جامعة تينيسي في تشاتانوغا. تم نشر أبحاث أعضاء مركز البحث في المجلات التي راجعها الأقران، بالإضافة إلى تقديمها في الاجتماعات والمؤتمرات المهنية. يمكن العثور على مزيد من المعلومات حول مشاريعهم الحالية والأحداث الأخيرة على موقع جامعة تينيسي في تشاتانوغا على الويب.

## حرم الجامعة
تخدم الجامعة خطوط حافلات كارتا 4 و7 و10 و14 و19 و28. الطريق 14 يعمل فقط في أيام الأسبوع خلال فصلي الخريف والربيع، عندما تكون الجامعة محصورة. يمتد الطريق داخل وخارج الحرم الجامعي في ماكالي وهوستون وفاين ودوغلاس وفيفث وبالميتو ستريتس. يخدم التوسيع الأخير شوارع ثيرد وأونيل وسنترال، بالإضافة إلى مستشفى إيرلانجر وموقف كبير للسيارات في استاد إنجل. يركب جميع الطلاب الذين يظهرون بطاقات هوية جامعية سارية (موكس كاردس) مجانًا على جميع طرق كارتا على مدار العام.

### المباني الأكاديمية
ملحوظة: تعطى تواريخ البناء عند معرفتها
|  |

- مبنى الإدارة - غرفة بريد، مواقف سيارات، مسبح للسيارات وقسم شرطة الجامعة.
- مركز نجاح الطلاب الرياضيين بريندا لوسون - افتتح في أغسطس 2008، ويضم مركز ولفورد لقوة الأسرة والتكيف ومركز تشاتيم لكرة السلة.
- قاعة بريتسك - كافيتريا الجامعة سابقًا، المنزل السابق لقسم الجيولوجيا.
- بروك هول - أقسام اللغات الأجنبية والجغرافيا والأنثروبولوجيا والتاريخ وعلم الاجتماع.
- مركز تشالنجر - تبرعت أرملة ديك سكوبي، رائد فضاء تشالنجر، بالمبنى تخليدا لذكرى زوجها. تتضمن هذه المحاكاة التعليمية مهمات فضائية مختلفة مع اكتمال المشروع من مركز التحكم في المهمة ومحطة فضائية.
- كاديك هال (تُنطق "CHAH-dik") - موطن لمعهد كاديك الموسيقي، وإدارة الجوقة جامعة تينيسي في تشاتانوغا، وراديو جامعة تينيسي في تشاتانوغا.
- قاعة دافنبورت - أقسام العدالة الجنائية والعمل الاجتماعي والعلاج الطبيعي.
- قاعة ديرثيك - المدرج وقاعة المحاضرات.
- مبنى الهندسة والرياضيات وعلوم الكمبيوتر (EMCS)
- قاعة فليتشر - (1939) قسم إدارة الأعمال والعلوم السياسية. من عام 1939 إلى عام 1974، كان فليتشر يضم كلاً من المكتبة العامة المحلية ومكتبة الجامعة.
- قاعة المؤسسين - (1916) مكاتب المستشار، العلاقات الجامعية.
- القاعة الأولى - مركز مصادر الإعاقة، برنامج موسياك، قسم الاتصال، خدمات دعم الطلاب. مرة واحدة جزء من مجمع مستشفى تشاتانوغا مترو.
- جروت هال (تُنطق "GROW-tee") - (1968) أقسام الكيمياء والجيولوجيا والفيزياء.
- مركز جيري (يُطلق عليه "GEH-ree") - مركز الطلاب الجامعي سابقًا، يضم هذا المبنى الآن برنامج الشرف الجامعي وغرفة القراءة وقسم الاقتصاد ومقهى كروس رودز. خضع هذا المبنى لعملية تجديد كبيرة في صيف عام 2019 من مبنى «جيري هال» التاريخي الذي تم تشييده في عام 1957.

## الأقسام
- هولت هول - أقسام الأحياء واللغة الإنجليزية والفلسفة وعلم النفس والدين.
- هوبر-رايس هال - (1916) أقسام السجلات والتسجيل والمعونة المالية والموارد البشرية. في الآونة الأخيرة، أعيد افتتاح هوبر هال بعد مشروع لخفض الرصاص والأسبستوس.
- هنتر هول - قسم التربية والتعليم.
- مكتبة لبتون - (1974) انظر أدناه.
- قاعة متروبوليتان - كانت في السابق مقرًا لعيادة تيبر ومستشفى تشاتانوغا متروبوليتان، ويضم هذا المبنى الآن قسم التمريض.
- مبنى الرياضيات القديم - تم تشييد هذا المبنى في الأصل كمنزل لكلية تشاتانوغا الطبية. بعد حل تلك الكلية حوالي عام 1917، خدم المبنى العديد من الأغراض المختلفة للجامعة. تم هدمه في أواخر التسعينيات وتم بناء حديقة للطلاب في مكانه.
- بيت الرئيس - إدارة التنمية (جمع التبرعات).
- باتن هاوس - (1893) يقع في منطقة فورت وود التاريخية الوطنية. مقر إدارة شؤون الخريجين.
- مركز دوروثي باتن للفنون الجميلة - (1980) يضم مسرح دوروثي هاكيت وارد، وقاعة Roland W. Hayes للحفلات الموسيقية ومعرض جورج آييرز كريس للفنون، المشار إليه باسم "FAC". يضم أيضًا أقسام جامعة تينيسي في تشاتانوغا للموسيقى والمسرح.
- المركز الجامعي - مقر مكتب بورصة الجامعة، ويضم المبنى أيضًا مرافق ترفيهية للطلاب وغرفة ألعاب ومكاتب للمنظمات الطلابية وقاعة طعام ومكتبة وفصول دراسية وقاعات محاضرات، وتشمل المناطق الإدارية غرف اجتماعات ومكاتب إدارية لقسم تطوير الطلاب، الإرشاد والتخطيط الوظيفي، ومركز المرأة، وتوظيف الطلاب وتوظيفهم، والتعليم التعاوني.
- قاعة الجامعة - (1886) "Old Main". هدم عام 1917.

### مصلى باتن
|  |

- باتن تشابل هي واحدة من أكثر الأماكن ازدحامًا في تشاتانوغا. تقام معظم حفلات الزفاف والمناسبات التذكارية هناك. تم تجهيز غرفة العروس وجاهزة دائما. يجب أن يتم حجز الكنيسة قبل حوالي عام مقدمًا حيث تشهد شعبيتها الأحداث في نهاية كل أسبوع تقريبًا. لا تستضيف الكنيسة حفلات الزفاف.

### مكتبة
تم إنشاء مكتبة لوبتون التذكارية، التي تحمل اسم تي كارتر ومارغريت راولينجس لوبتون، في عام 1974 لتحل محل مكتبة جون ستورز فليتشر القديمة (التي تم ترميمها بعد ذلك وإعادة تسميتها بقاعة فليتشر هال). اعتبارًا من عام 2005، تضم مجموعة المكتبة ما يقرب من مليوني عنصر، بما في ذلك أرشيف زمالة الكتاب الجنوبيين. في أوائل عام 2008 حصلت الجامعة على تمويل لبناء مكتبة جديدة.
بدأت الجامعة في عام 2010 بمبلغ 48 مليون دولار جديد تبلغ 180,000 قدم مربع (17,000 م2) مكتبة. تم الانتهاء من بناء مكتبة جامعة تينيسي في تشاتانوغا في يناير 2015.

## ألعاب القوى

شعار ألعاب القوى

ألوان تشاتانوغا هي البحرية والذهبية القديمة؛ يطلق على فرق الرجال والرياضيين اسم موكس، والفرق النسائية والرياضيون هم لايدي موكس. تتنافس فرق ألعاب القوى في تشاتانوغا في القسم الأول من الرابطة الوطنية لرياضة الجامعات (FCS لكرة القدم) في المؤتمر الجنوبي (سوكون) وقد تم تصنيفها كأفضل 100 برنامج رياضي وطني من قبل الرابطة الوطنية لمدير ألعاب القوى الجماعية (NACDA) في القسم الأول مدير الرياضة في ليرفيلد فنجان.
كرة السلّة
كان برنامج كرة السلة للرجال في تشاتانوغا من بين الأفضل في المؤتمر الجنوبي منذ انضمامه إلى الدوري في 1977-1978. فاز فريق Mocs بـ 10 ألقاب لبطولة سوكون، وتعادل لأول مرة مع العضو السابق ويست فيرجينيا ودافيدسون، و 10 بطولات الدوري للموسم العادي قبل التغيير إلى تنسيق القسم في عام 1995 وسبعة ألقاب للقسم مقابل 27 لقبًا إجماليًا. في عام 1997، بقيادة المدرب ماك مكارثي وجوني تيلور من تشاتانوغا، نجح فريق موكس في الوصول إلى سويت 16 باعتباره المصنف رقم 14، متغلبًا على جورجيا وإلينوي قبل أن يسقطوا أمام بروفيدنس. قبل الانتقال إلى القسم الأول، فاز تشاتانوغا بالبطولة الوطنية للقسم الثاني في عام 1977. في يوليو 2008، احتل الفريق المرتبة 48 في قائمة إي إس بي إن لأهم برامج كرة السلة منذ موسم 1984-85. فاز فريق موكس ببطولة سوكون مرة أخرى في عام 2009. بفوزه على كوليج أوف تشارلستون كوجارز 80-69 في مباراة البطولة على ملعبهم في ماكنزي أرينا، قام موكس بضرب تذكرتهم إلى بطولة رياضة الجامعات، وهي الأولى منذ 2005.
اختار جيمي فالون من فريق لايت نايت مع جيمي فالون فريق موكس كفريقه المفضل في دورة رياضة الجامعات لعام 2009. تضمن عرض ليلة الأربعاء (18 مارس) محادثة مباشرة عبر سكايب مع المدرب جون شولمان، بالإضافة إلى ممثلين عن الفرقة الحماسية وفرق التشجيع المصنوعة في الاستوديو. كتبت فرقة فالون المنزلية ذا روتس (بالإنجليزية: The Roots)‏ وأدت قصيدة لشولمان بعنوان "The Don Juan of the SoCon" وشولمان ورفاقه الستة الكبار (نيكوس دوكس وزاك فيريل وكيفن جوفني وخليل هارتويل وستيفن ماكدويل وكيرون شيرد) قاموا بعمل في -ظهور استوديو بعد مباراة البطولة مع يوكون.
يعتبر برنامج لايدي موكس هو أنجح برنامج لكرة السلة للسيدات في تاريخ المؤتمر الجنوبي حيث حصل على 15 لقبًا للموسم العادي منذ 1983-1984، و 10 بطولات متتالية للمؤتمرات في نهاية 2008-2009 و 14 بطولة مؤتمرات شاملة.
الجولف
فاز فريق الجولف الرجالي بكأس المؤتمر الجنوبي للمرة الثالثة على التوالي وحصل على المركز 18 في بطولة NCAA في عام 2009.
سجلت لعبة الجولف للسيدات 3.46 فريق GOA في الربيع بينما تقدمت إلى نهائيات رياضة الجامعات Division I في السنة الثانية فقط من البرنامج منذ حلها في منتصف الثمانينيات.
الكرة اللينة
فاز فريق مومزكس للكرة اللينة بـ 11 لقبًا في الموسم العادي و 10 بطولات سوكون. لقد شاركوا أيضًا في 7 مباريات في بطولة رياضة الجامعات.
مصارعة
تشاتانوغا هي موطن برنامج المصارعة الوحيد رابطة رياضات الجامعة القسم الأول في ولاية تينيسي. فاز فريق مصارعة موكس بـ 8 ألقاب من أصل 9 ألقاب سابقة في سوكون منذ العام الدراسي 2012-2013.
كرة القدم
يلعب الفريق في المؤتمر الجنوبي في القسم الأول FCS (المعروف سابقًا باسم I-AA) (سوكون). قاعة مشاهير محترفي كرة القدم لعب تيريل أوينز جهاز استقبال واسعًا لفريق Mocs من عام 1992 إلى عام 1995. فاز الفريق بثلاث بطولات متتالية في بطولة SoCon من 2013 إلى 2015. يلعبون في ملعب فينلي، الذي استضاف بطولة رياضات الجامعة القسم الأول لكرة القدم من 1997 إلى 2009.
في عام 2021، طرد الفريق مدرب خط الهجوم كريس مالون بسبب منشور على وسائل التواصل الاجتماعي كان مهينًا لجورجيا وزعيم الحقوق المدنية ستايسي أبرامز.

## ملاعب رياضية
- حقل تشامبرلين - (1908-1997)
- ملعب فينلي - (1997 إلى الوقت الحاضر)
- ماك آلين صالة رياضية ومزود بحمام سباحة - (رياضة افتتح 1961، مزود بحمام سباحة فتح 1968)
- ماكنزي أرينا - (1982 حتى الآن) ويعرف أيضًا باسم رواند هاوس، نظرًا لشكلها الدائري وارتباط المدينة بصناعة السكك الحديدية.

## لقب الجامعة
تسمى الفرق الرياضية بالمدرسة Mocs. أطلق على الفرق لقب موكاسينس حتى عام 1996. (أصل الاسم غير مؤكد؛ ومع ذلك، موكاسين بيند هو منحنى كبير على شكل حدوة حصان في نهر تينيسي أسفل جبل لوك آوت مباشرة.) اتخذت التميمة أربعة أشكال مختلفة. كان الخف المائي هو التميمة في عشرينيات القرن الماضي، ثم تم استخدام حذاء الخف (المعروف باسم «الحذاء») كتعويذة المدرسة في بعض الأحيان في الستينيات والسبعينيات من القرن الماضي. من السبعينيات حتى عام 1996، كان التميمة هو الزعيم موكونوجا، رجل قبيلة شيروكي مبالغ فيه.
في عام 1996، تم إسقاط اسم وصورة مواكسينس لصالح اختصار «موكس» وطائر محاكى شمالي مجسم، وفقًا لطيور الولاية، المسمى «سكرابي» وهو يرتدي زي مهندس السكك الحديدية. يتميز الشعار الرياضي الرئيسي للمدرسة بركوب سكرابي بالقطار (في إشارة إلى تاريخ تشاتوغونا كمحور رئيسي للسكك الحديدية وإلى أغنية «تشاتونوغا تشو تشو»). أخذت التميمة اسمها من مدرب كرة القدم السابق إيه سي «سكرابي» مور.

## أغنية القتال
أغنية القتال لـ جامعة تينيسي في تشاتانوغا هي "Fight Chattanooga ".

## فرقة
يشار إلى الفرقة المسيرة باسم "Marching Mocs" وتؤدي في جميع الألعاب المنزلية.

## خريجون بارزون
- محمد يوسف عبد العزيز، منفذ إطلاق النار في تشاتانوجا 2015، 2012
- بورويل باكستر بيل، جنرال بالجيش الأمريكي، 1968
- هيو بومونت، ممثل (أبرزها تصوير وارد كليفر على اتركه إلى بيفر)، 1927
- إلدرا باكلي، لاعب كرة قدم في اتحاد كرة القدم الأميركي، 2007
- أنتوني برجر، عازف البيانو، 1966
- بيل بتلر، لاعب سابق في اتحاد كرة القدم الأميركي، 1958
- دكتور نورث كالاهان، مؤلف ومؤرخ توجد أوراقه ومجموعة كتبه الآن في مكتبة جامعة تينيسي في تشاتانوغا لوبتون، 1930
- بي جيه كولمان، لاعب اتحاد كرة القدم الأميركي السابق لفريق غرين باي باكرز في عام 2012. تم التوقيع مع ساسكاتشوان روغريدرس من دوري كرة القدم الكندي (CFL) في 25 يناير 2016.
- ستيفن فوكس، لاعب غولف، بطل الولايات المتحدة للهواة عام 2012
- جيببي جيلبرت، لاعب الجولف المحترف 1963
- أنطوان إدواردز، لاعب كرة القدم في اتحاد كرة القدم الأميركي
- ويلي إيرل جيليسبي، لاعب كرة القدم في اتحاد كرة القدم الأميركي واتحاد كرة القدم الأميركي
- إرفين جروت، كيميائي، مخترع المادة الفعالة في روليدز وأسبرين، جامعة كاليفورنيا، 1918 ؛ كلية الكيمياء، 1942-1969
- دينيس هاسكينز، ممثل (أبرزها تصوير السيد بيلدينج في فيلم Saved By The Bell)، 1972
- توني هيل، لاعب كرة قدم في دوري كرة القدم الأمريكية و (الدوري الكندي لكرة القدم
- برنت جونسون، لاعب كرة قدم في اتحاد كرة القدم الأميركي، 1986
- ليزلي جوردان، ممثلة إيمي، 1982
- ميندوجاس كاتليناس، لاعب كرة سلة، 2005
- انتقل ماثيو نولز، المدير التنفيذي للموسيقى، إلى جامعة فيسك
- ديفيد إف ليفين، رائد في إعادة تأهيل الكلاب والعلاج الطبيعي، مؤلف، أستاذ العلاج الطبيعي، 1990 حتى الآن
- كريس لويس هاريس، لاعب كرة القدم في اتحاد كرة القدم الأميركي (سينسيناتي بنغلس)، 2011
- تشارلي لونج، لاعب كرة سلة، لاعب كرة قدم (NFL / AFL ALL-Pro)
- لاني مارشانت، عداء المسافات الطويلة، 2007
- خالد مطاوع شاعر وكاتب 1989
- باري موسر، فنان وأستاذ، 1962
- تيريل أوينز، لاعب كرة القدم في اتحاد كرة القدم الأميركي الشهير، لاعب كرة السلة. تم اختياره في الجولة الثالثة من مسودة اتحاد كرة القدم الأمريكية لعام 1996 من قبل فريق سان فرانسيسكو 49ers.
- شيري بريست، مؤلف، 2001
- لورين ليفينجستون بروت، عالمة نفس، 1918
- كيرتس روس، لاعب كرة قدم سابق في اتحاد كرة القدم الأميركي، 1982
- لويس سميث، الممثل الشمالي والجنوب. أيضا الطفل السماوي، 1979
- باستر سكرين، لاعب كرة القدم في اتحاد كرة القدم الأميركي (كليفلاند براونز، نيويورك جيتس)، 2011
- جوني تيلور، لاعب كرة سلة سابق في الدوري الاميركي للمحترفين، 1997. تمت صياغته في الجولة الأولى، 17 الاختيار
- بو واتسون، عضو مجلس شيوخ ولاية تينيسي، 1983
- أصبح بيز واتلي، لاعب كرة القدم وأول مصارع أسود في جامعة تينيسي في تشاتانوغا، لاحقًا مصارعًا محترفًا
- د. وليم وايت، أكاديمي للصحافة والببليوغرافيا، 1933
- ويلي وايت، لاعب كرة سلة سابق في الدوري الاميركي للمحترفين، 1984
- جيرالد ويلكنز، لاعب كرة سلة سابق في الدوري الاميركي للمحترفين، 1984
- يوليوس سي زيلر، سناتور ولاية ميسيسيبي، 1893